# 库藏股
庫藏股，指的是公司将自己已经发行的股票重新买回，存放於公司，而尚未注销或重新售出。这样做可以减少市场上所有已发行股票的总数。在公司的资产负债表上，庫藏股不能列为公司资产，而是以负数形式列为一项股东权益（Shareholder's Equity）。
庫藏股的買回往往作为对股东的回报，但比直接发放红利更節税。公司在分析认为自己股票价格偏低时也往往会買回庫藏股，作为一种融资手段。不僅可用于刺激与提高自己公司股票的交易量与股价，也可以用于提供公司内部的股票期权等员工福利。
庫藏股与普通股相比有如下限制：
- 庫藏股不分享红利。
- 庫藏股在股东投票时不计入内。
- 庫藏股总价值不能超过公司资本的5%。

買回后，公司可以选择注销（注销后将不再填报到资产负债表上），或者持有以待股价上升后賣出。一般来说，由于发行股票总数减少，可能会刺激股价上升。有些投资者也把公司買回庫藏股作为一个信号，即该股价可能偏低。
在公司财务報表上，通常有两种方法计算庫藏股。一种是按成本入账，将庫藏股的買回购与再賣出作为一次交易。当買回时，资产负债表上实收资本这一项要按所支付的成本相应减少。卖出时，再根据实际情况相应调整。另一种是按面值入账，将庫藏股的買回于賣出/注销看作两次交易，分别按实际交易情况或贷记或借记